# Kaczmarski underground
Kaczmarski underground – festiwal twórczości Jacka Kaczmarskiego, mający na celu upowszechnianie dorobku artysty i wiedzy na jego temat, promowanie wydawnictw z nim związanych oraz integrację środowiska miłośników jego piosenek.
Pierwsza edycja festiwalu odbyła się w roku 2007. Zainicjowali i od początku koordynowali go Marcin Szymański i Michał Leśniak, przy wsparciu Agnieszki Rubinowskiej i Marka Targosza z – goszczącego festiwal – Folwarku Wiązy w Marszowicach. Właściciele Folwarku od początku udostępniają na potrzeby uczestników m.in. XIX-wieczną, zabytkową postaustriacką stodołę. W kolejnych latach do grona organizatorów dołączyły Lidia Ostólska i Barbara Serwatka. Impreza ma formułę trzydniowego zlotu, na który składają się trzy części: muzyczna (koncerty), edukacyjna (wykłady, prezentacje, warsztaty, gry edukacyjne i tym podobne) oraz integracyjna (ogniska, wspólne śpiewanie piosenek). Koncerty pierwszego dnia zlotu od 2011 roku gości Krakowskie Forum Kultury. Atrakcje dwóch kolejnych dni do 2013 w całości miały miejsce w Folwarku Wiązy, a w roku 2014 w Lanckoronie. W 2019 roku wszystkie atrakcje festiwalu odbyły się w Wieliczce.

## Dotychczasowe edycje
| Nr edycji | Data        | Tytuł                                      |
| --------- | ----------- | ------------------------------------------ |
| 1.0       | 09.2007     | – „O krok...”                              |
| 2.0       | 09.2008     | –                                          |
| 3.0       | 09.2009     | –                                          |
| 4.0       | 09.2010     | Podziemne obchody karnawału "Solidarności" |
| 5.0       | 05.2011     | Oświecenie                                 |
| 6.0       | 08./09.2012 | Gitarą i pędzlem                           |
| 7.0       | 08./09.2013 | Gwiazda jeszcze nie spadła...              |
| 8.0       | 09.2014     | O Aniołach innym razem                     |
| 9.0       | 09.2015     | Piosenka                                   |
| 10.0      | 10.2016     | Schodzimy pod ziemię                       |
| 11.0      | 09.2017     | Wysocki...                                 |
| 12.0      | 08-09.2018  | „I ja się jakoś niepodległy czuję..”       |
| 13.0      | 4–6.10.2019 | Rycerze Okrągłego Stołu                    |